# Ann Vervoort
Ann Vervoort (Bonheiden, 10 maart 1977 - Houthalen-Helchteren, 23 april 2010) was een Belgisch danseres en zangeres. Ze was onder meer lid van de dancegroep Milk Inc.
Vervoort was actief als danseres bij Pat Krimson voordat zij vanaf 1997 samen met Regi Penxten actief werd bij Milk Inc. In die periode brak de groep door. Ann Vervoort zong niet zelf, maar playbackte de echte zangeres Karen Boelaerts. In 2000 werd ze uit de band gezet omdat livezang werd verkozen. Ze ging samen met haar partner Krimson op Ibiza wonen. Na hun breuk in 2005 keerde ze terug naar België.
Vervoort overleed in de nacht van donderdag 22 op vrijdag 23 april 2010 op 33-jarige leeftijd. Ze werd op de donderdagnacht in haar huis in het Belgisch Limburgse Houthalen-Helchteren gevonden. Volgens het parket van Hasselt is ze gestikt in haar eigen braaksel, vermoedelijk na het gebruiken van drugs. Op 26 april werd Vervoorts vriend gearresteerd op bevel van de onderzoeksrechter. Hij werd verdacht van betrokkenheid bij het drugsgebruik. Op 16 juni 2010 werd hij weer vrijgelaten en op 9 februari 2012 werd hij vrijgesproken.